# Thinolestris nigra
Thinolestris nigra är en tvåvingeart som beskrevs av Patrick Grootaert och Neal L. Evenhuis 2006. Thinolestris nigra ingår i släktet Thinolestris och familjen styltflugor. Inga underarter finns listade i Catalogue of Life.